# Petäjävesi gamla kyrka
Petäjävesi gamla kyrka är en träkyrka, byggd åren 1763-1764 av Petäjävesi bönehusförsamling i Jämsä socken i Tavastland. Den gamla kyrkan ligger en kilometer väster om den nuvarande kyrkbyn i Petäjävesi och är ett typiskt exempel på en arkitektonisk tradition, som är unik för östra Nordeuropa. Kyrkans byggmästare var Jacob Clementsson Leppänen.

## Historia

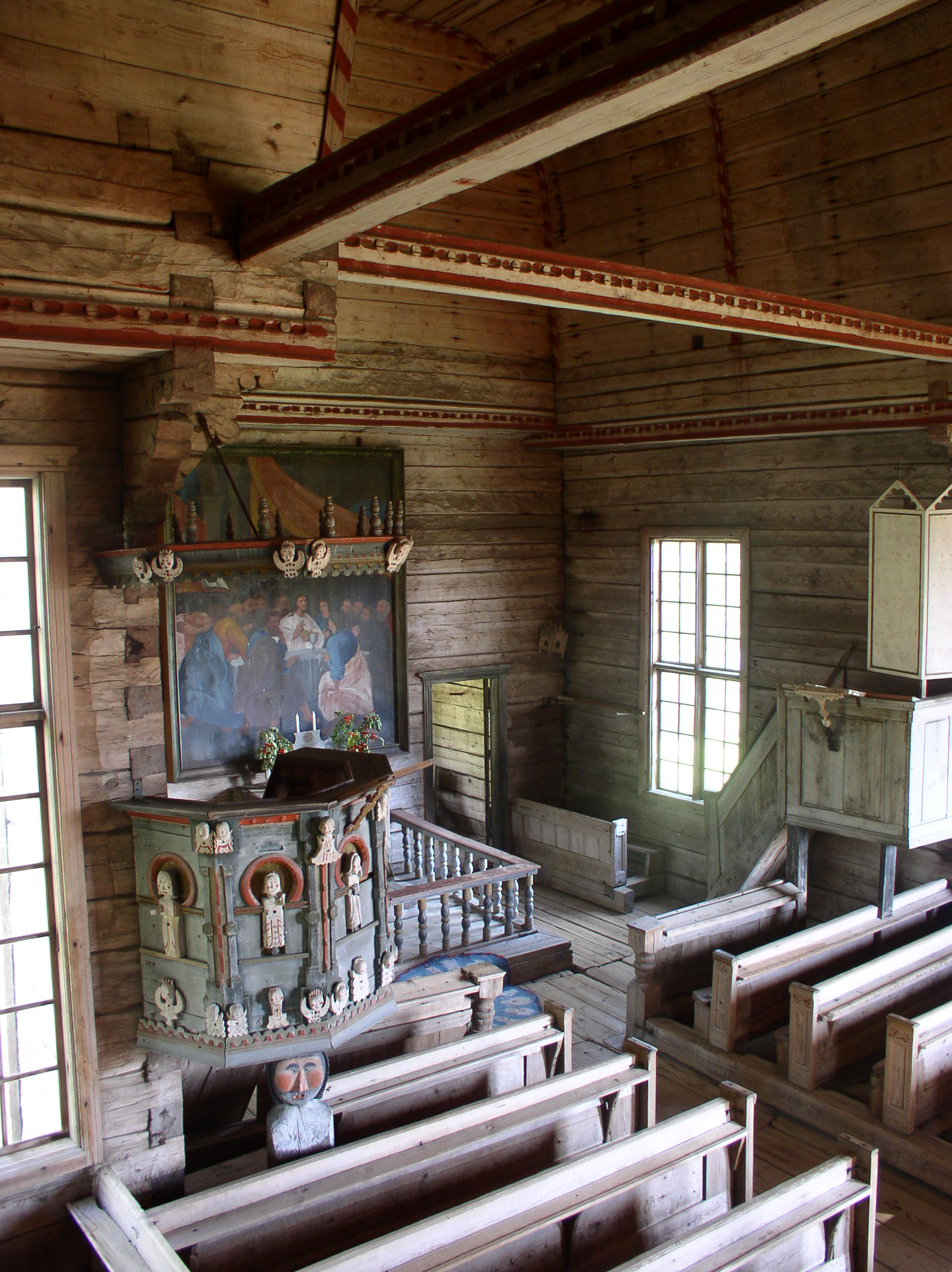

Omkring 1720 fick folket i trakten tillstånd att uppföra ett gravkapell. Då det var ett mycket glesbebyggt område och folk vanligen färdades längs med vattenvägarna (på sommaren i båt och på vintern med släde på isen) placerades detta mellan de två sjöarna Jämsä och Petäjävesi. Kapellet ersattes med en träkyrka på samma plats år 1764  efter snickarmästaren Jacob Clementsson Leppänens ritningar.
Kyrkan ersattes av en nya kyrka 1879 inne i byn Petäjävesi men 1994 togs den gamla kyrkan med på Unescos världsarvslista.

## Kyrkan och dess interiör
Kyrkans plan bildar ett grekiskt kors. Höga, svagt kantade valv av furu täcker korsarmarna, och i deras skärningspunkt höjer sig en åttakantig mellantakskupol. Valvbrädornas skarvar är dolda under täckribbor som är prydda med rödmylla. 
Ingång till kyrkan sker genom klockstapelns bottenvåning. Klockstapeln byggdes 1820-1821 av Jacob Clementsson Leppänens sonson Erkki Leppänen.
Predikstolen är enligt traditionen äldre än kyrkan och den är stilistiskt nära besläktad med predikstolen i Jämsäs förra moderkyrka. Altartavlan, och troligen tavlorna på altarväggen är målade av C F Blom år 1843.
Kyrkans exteriör präglas av det höga valmtaket enligt gammal gotisk tradition.